# Hannah Lutz
Hannah Lutz, född 25 januari 1984 i Ekenäs, i Finland, är en finlandssvensk författare som 2023 bor i Roskilde i Danmark. Lutz har studerat litteraturvetenskap vid Åbo Akademi och därefter gått Författarskolan i Köpenhamn